# Resor

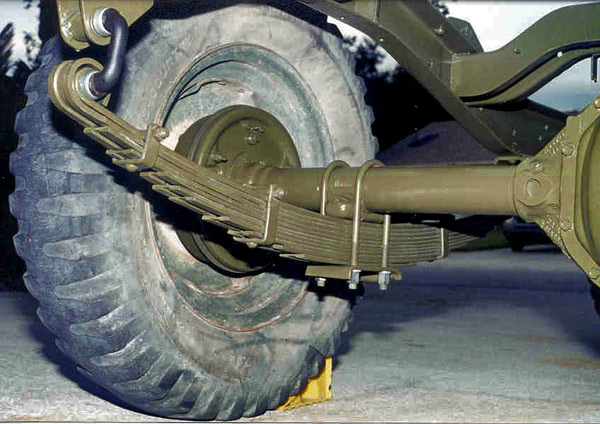
Resor piórowy półeliptyczny

Resor – element resorujący, który najczęściej ma postać sprężyny wielopłytkowej utworzonej z płaskowników stalowych, zwanych piórami.
Pióra resoru wykonuje się głównie ze stali sprężynowej oraz poddaje się obróbce cieplnej i niekiedy kulkowaniu. Pióra  mogą być wykonane również z tworzyw sztucznych. Pióra są wygięte, przy czym promień krzywizny zależy od długości pióra.
Resor piórowy odgrywa równocześnie rolę elementu prowadzącego i resorującego. Z uwagi na tarcie występujące pomiędzy poszczególnymi piórami, resor posiada również własności tłumiące. Jednak to zjawisko nie jest pożądane (wpływa na pogorszenie komfortu) i w celu jego ograniczenia stosuje się przekładki teflonowe, funkcję tłumiącą powierzając amortyzatorom.
Resory piórowe występują również w postaci pojedynczych piór.
Najczęściej stosowany resor to resor półeliptyczny który jest umieszczony równolegle do podłużnej osi pojazdu oraz zamocowany przegubowo obydwoma końcami do ramy lub nadwozia, a także podparty w środku osią nośną lub pochwą mostu napędowego. Ten typ resoru jest powszechnie stosowany w zawieszeniach zależnych.
W niektórych pojazdach, np. w Polskim Fiacie 126p, zastosowano poprzeczny resor piórowy w zawieszeniu przednim (niezależnym). Pełni on również funkcję stabilizatora. 
| eliptyczny       |
| półeliptyczny    |
| 3/4-eliptyczny   |
| ćwierćeliptyczny |
| poprzeczny       |